# 서부군관구
서부군관구(러시아어: За́падный вое́нный о́круг)는 러시아 대통령의 법령 제1444호에 따라 모스크바 군관구와 레닌그라드 군관구가 통합되어 2010년 10월 20일에 창설된 러시아 연방군의 군관구이자 작전 전략 사령부이다. 상트페테르부르크 궁전 광장 북쪽 끝자락에 있는 총참모부 건물에 본부를 두고 있다.

## 전투 서열
- 군관구 직속
  - 제45근위공병여단
  - 제132통신여단
  - 제1훈련및통제여단
  - 제27화생방여단
  - 제154독립경비연대 "Preobrazhensky" (모스크바)
  - 제1독립소총연대 "Semyonovsky" (모스크바주 라멘스키 구)
  - 제79근위다연장포병여단
  - 제16무전기술여단
- 러시아 육군
  - 제1근위전차군
  - 제6군 (상트페테르부르크)
  - 제20근위군 (니즈니노브고로드)
  - 제2독립스페츠나츠여단 (obrSpN)
  - 제16독립스페츠나츠여단 (obrSpN)
  - 제322스페츠나츠훈련소
- 러시아 해군
  -  북방 함대
  -  발트 함대
  - 제61해군보병여단 (무르만스크)
  - 제336해군보병여단 (발티스크, 매티니코포 마을)
- 러시아 공군
  - 제1항공및방공군사령부
- 러시아 공수군
  -  제45근위스페츠나츠여단 (모스크바, 쿠빈카)
  -  제76근위공중강습사단 (프스코프)
  -  제98근위공수사단 (이바노보)
  -  제106근위공수사단 (툴라)
  - 제38공수통신연대 (모스크바, Bear 호수)
- 러시아 철도군
  - 제29철도여단
  - 제34철도여단
  - 제38철도여단